# Jayavarman III
Jayavarman III, död 877, var en kambodjansk monark. Han var kung av Khmerriket mellan 864 och 877.